# Tête de l’Estrop
Der Tête de l’Estrop ist ein 2961 m hoher Berg im Massif des Trois-Évêchés in den Provenzalischen Alpen in Frankreich.

## Lage
Der Tête de l’Estrop liegt im Südwesten des Massif des Trois-Évêchés zwischen Digne-les-Bains und Barcelonnette. Er ist der höchste Gipfel des Gebirges. Im Osten liegt der Wintersportort La Foux d’Allos, im Westen liegt der 2820 m hohe Puy de la Sèche und das Dorf Le Vernet.

## Geologie
Der karge Berg besteht vor allem aus Annot-Sandstein und ist auf der Nordwestseite durchzogen von maritimen Ablagerungen, Mergel und Kalkgesteinen. Am nordwestlichen Hang liegt ein großer Blockgletscher, der Glacier de la Blanche. Die Baumgrenze liegt bei rund 2400 m. Im Osten zieht sich der Gebirgsrücken über den Grosse Barre und den Petite Barre (2798 m) bis zum Trois Evêchés (2819 m).

## Galerie

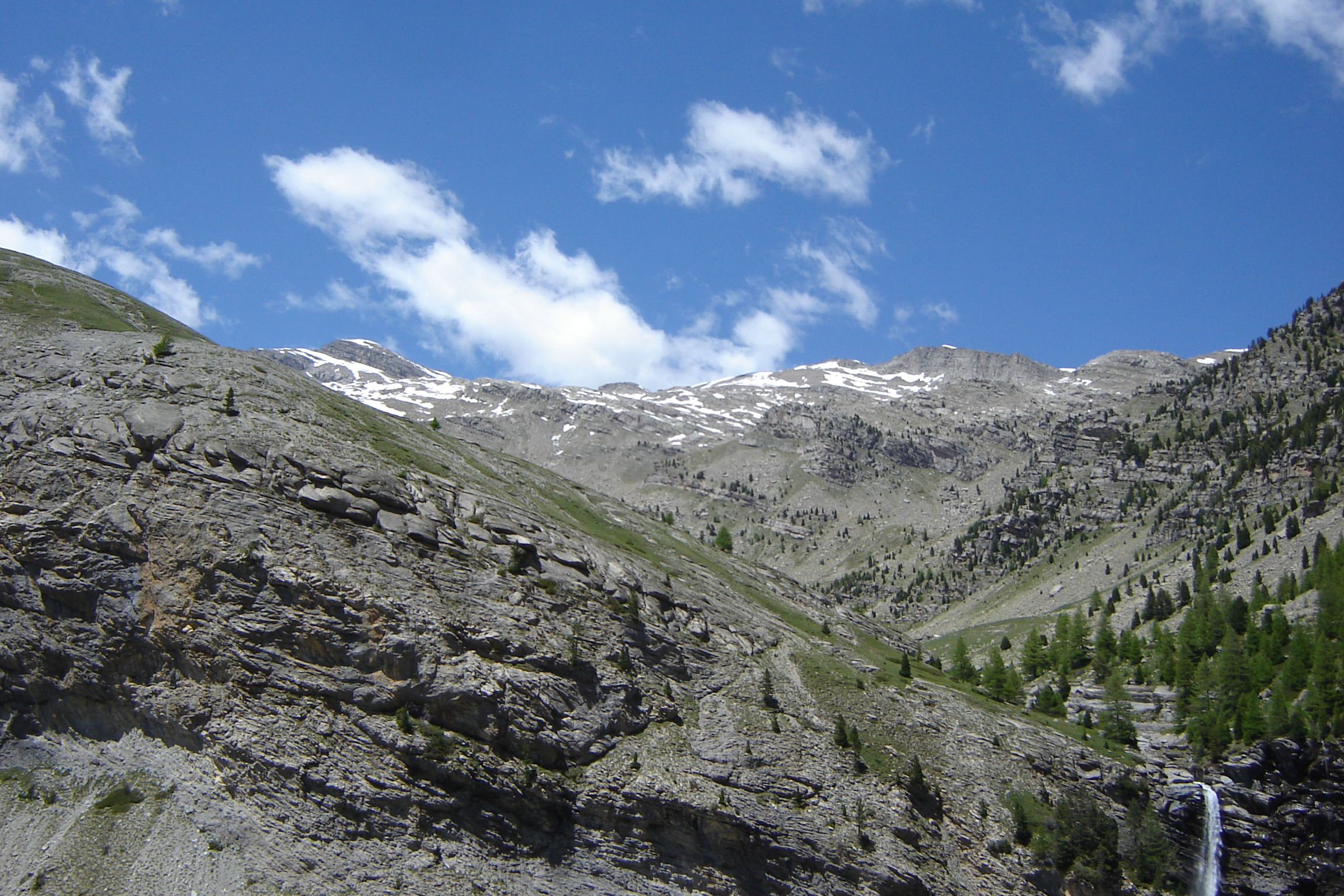
Im Hintergrund der Tête de l’Estrop, vorne die Wasserfälle der Piche
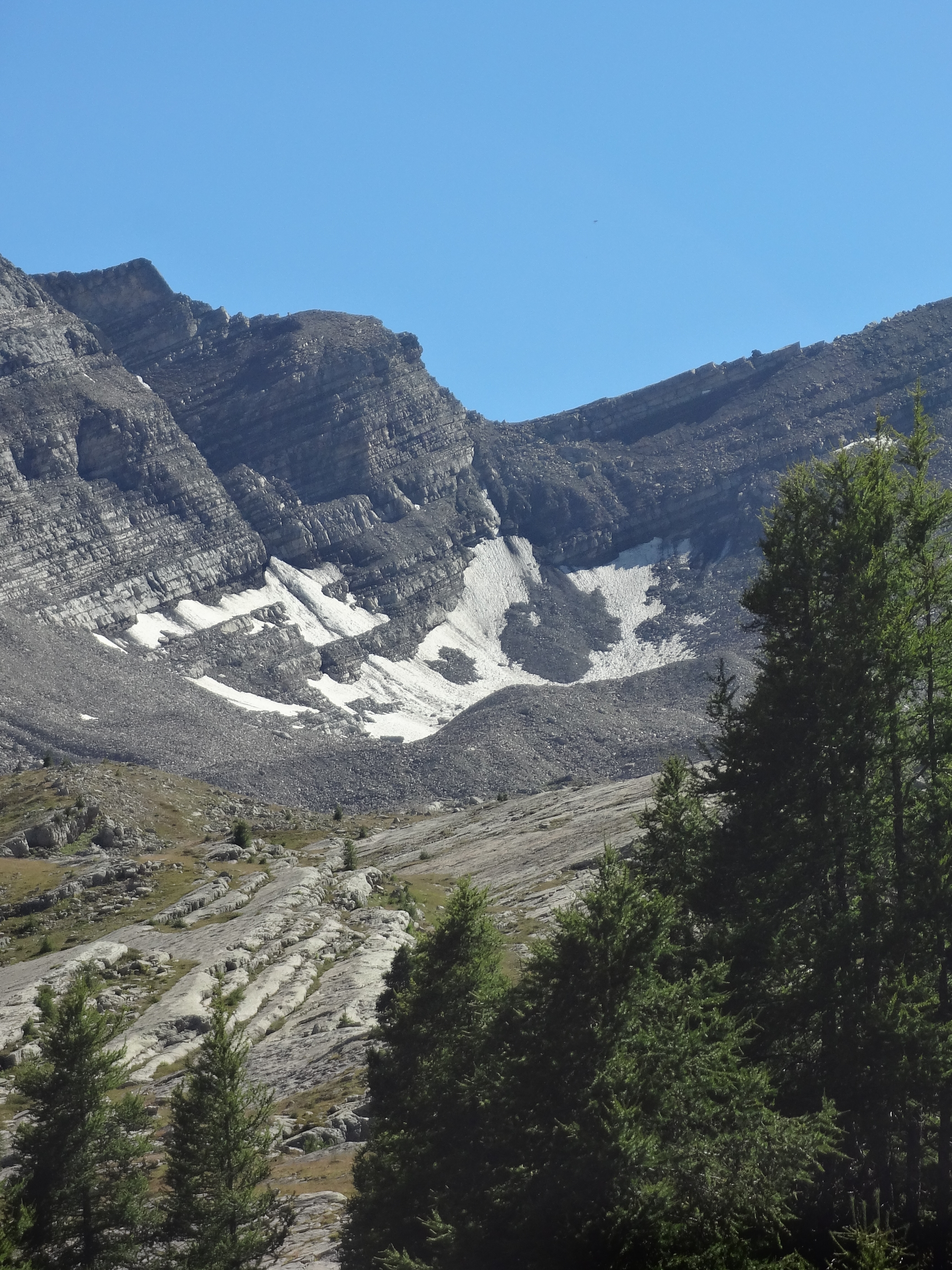
Der Glacier de la Blanche
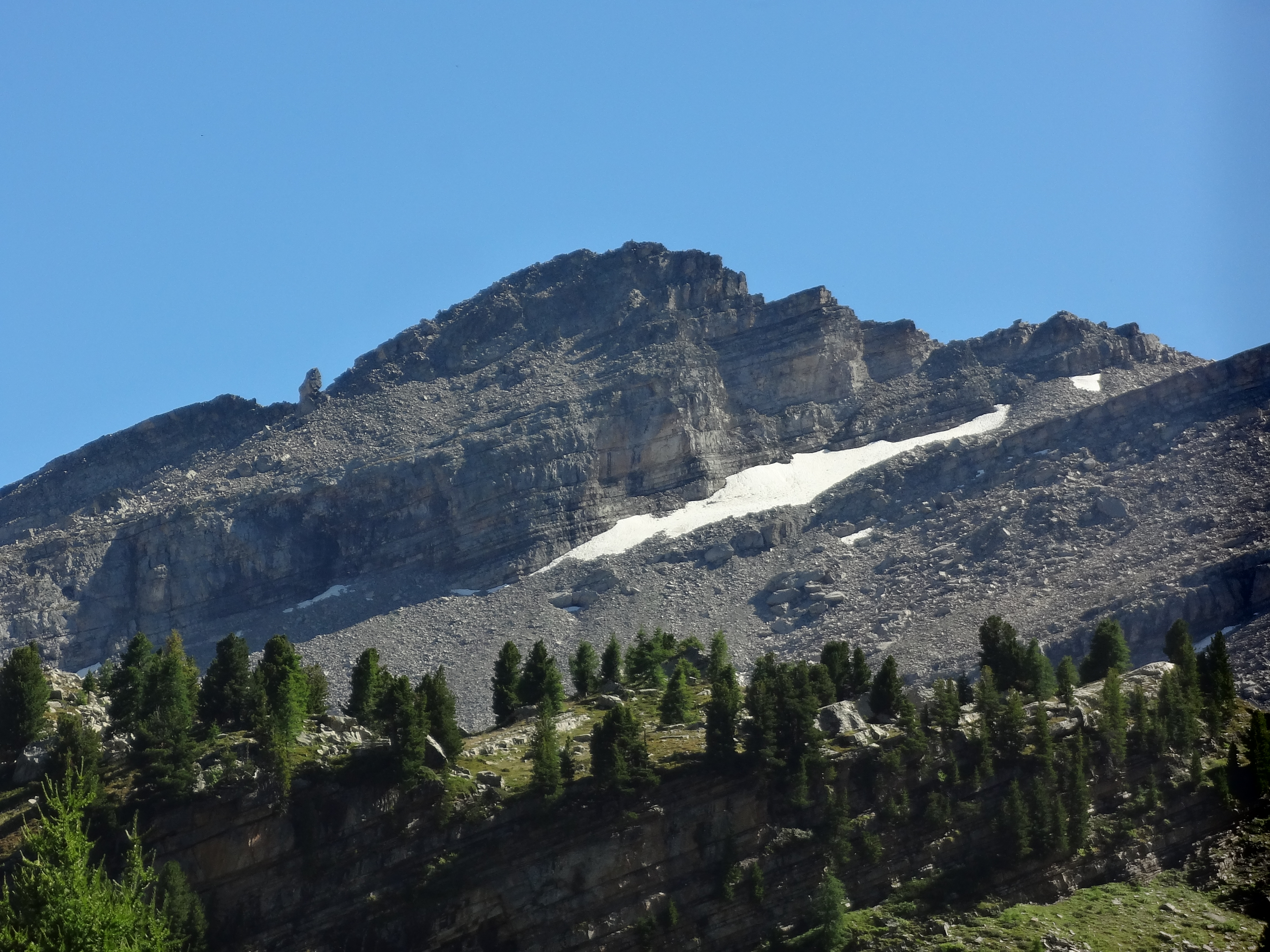
Blick von Norden auf den Tête de l’Estrop